# Paspalum minus
Paspalum minus är en gräsart som beskrevs av Eugène Pierre Nicolas Fournier. Paspalum minus ingår i släktet tvillinghirser, och familjen gräs. Inga underarter finns listade i Catalogue of Life.